# Bibliotheca Augustana
Bibliotheca Augustana este un celebru site dedicat cărților de filologie clasică: autori greci, latini, orientali.